# Litouws voetbalelftal (mannen)
Het Litouws voetbalelftal is een team van voetballers dat Litouwen vertegenwoordigt in internationale wedstrijden en competities, zoals de voorrondes voor het WK en het EK.

## Geschiedenis
In 1924 speelde het zijn eerste interland, het verloor thuis met 0-5 van Estland. Het schreef zich in voor de WK's van 1934 en 1938, respectievelijk Zweden en Letland waren te sterk. In 1940 werd Litouwen geannexeerd door de Sovjet-Unie. Nog voor de onafhankelijkheid van Litouwen na het uiteenvallen van de Sovjet-Unie speelde het land al interlands, in 1990 de eerste tegen Georgië.
Het land was net op tijd onafhankelijk om zich in te schrijven voor het WK van 1994. Litouwen won twee wedstrijden: thuis tegen Albanië en uit tegen Letland. Opvallend was een 0-0 gelijkspel tegen de kersverse Europees kampioen Denemarken. Litouwen eindigde op de vijfde plaats. Voor het EK van 1996 won het meer partijen dan dat het verloor. Beste prestatie was de eerste wedstrijd: een 0-2 overwinning tegen Oekraïne. Litouwen eindigde op de derde plaats met zeven punten achterstand op Kroatië en Italië.
Voor het WK van 1998 haalde het land net niet de tweede plaats, het had maar één punt minder dan Ierland. Cruciaal was de voorlaatste wedstrijd, toen Ierland met 1-2 won door twee doelpunten van Tony Cascarino. Daarna kwam de klad in: voor EK-kwalificatie in 2000 eindigde Litouwen op de vierde plaats met zeven punten achterstand op nummer twee Schotland. Het WK van 2002 was helemaal een teleurstelling, het haalde slechts twee punten in acht wedstrijden met de thuisnederlagen tegen Georgië (0-4) en Hongarije (1-6) als dieptepunt.
Voor kwalificatie voor het EK van 2004 deed Litouwen tot de laatste speeldag mee voor plaatsing. Voor de laatste wedstrijd tegen Schotland had de ploeg één punt achterstand op de Schotten, beste prestaties waren een 1-1 gelijkspel in de uitwedstrijd tegen Duitsland en een 1-0 zege op Schotland. De return werd met 1-0 verloren en Litouwen eindigde op de vierde plaats. Plaatsingswedstrijden voor het WK 2006 en EK 2008 leverden beiden een vijfde plaats op, opvallende prestaties waren twee gelijke spelen tegen België en een gelijkspel tegen Spanje (WK 2006), een 1-1 gelijkspel in de uitwedstrijd tegen wereldkampioen Italië en een 2-0 overwinning op Oekraïne (EK 2008).
Litouwen kende een sterke start voor plaatsing voor het WK in 2010, de eerste wedstrijden, Roemenië uit en Oostenrijk thuis werden overtuigend gewonnen (0-3 en 2-0). In de overige acht wedstrijden werden er zes van verloren, waaronder met 2-1 van de Faeröer. Litouwen eindigde op de vierde plaats, nog voor een erkend voetballand als Roemenië.
Kwalificatie voor het EK van 2012 gaf een zelfde beeld. Litouwen begon met een 0-1 overwinning in Tsjechië, maar het bleek later de enige overwinning. Ook nu waren er slechte resultaten tegen een klein voetballand: de wedstrijden tegen Liechtenstein leverde maar één punt op. Litouwen eindigde op de vierde plaats met maar één punt achterstand op nummer laatst: Liechtenstein.
Ook de voorrondes voor WK 2014, EK 2016 en WK 2018 leverde weinig succes op en geen opzienbarende resultaten, er was een vierde en twee vijfde plaatsen in de groep.

## Deelnames aan internationale toernooien

### Wereldkampioenschap
| Wereldkampioenschap voetbal | Wereldkampioenschap voetbal | Wereldkampioenschap voetbal | Wereldkampioenschap voetbal | Wereldkampioenschap voetbal | Wereldkampioenschap voetbal | Wereldkampioenschap voetbal | Wereldkampioenschap voetbal | Wereldkampioenschap voetbal | Wereldkampioenschap voetbal |
| Jaar                        | Ronde                       | Wed.                        | W                           | G                           | V                           | DV                          | DT                          |                             |                             |
| --------------------------- | --------------------------- | --------------------------- | --------------------------- | --------------------------- | --------------------------- | --------------------------- | --------------------------- | --------------------------- | --------------------------- |
| 1930                        | Geen deelname               | Geen deelname               | Geen deelname               | Geen deelname               | Geen deelname               | Geen deelname               | Geen deelname               |                             |                             |
| 1934                        | Niet gekwalificeerd         | Niet gekwalificeerd         | Niet gekwalificeerd         | Niet gekwalificeerd         | Niet gekwalificeerd         | Niet gekwalificeerd         | Niet gekwalificeerd         |                             |                             |
| 1938                        | Niet gekwalificeerd         | Niet gekwalificeerd         | Niet gekwalificeerd         | Niet gekwalificeerd         | Niet gekwalificeerd         | Niet gekwalificeerd         | Niet gekwalificeerd         |                             |                             |
| 1950–1990                   | Bij Sovjet-Unie             | Bij Sovjet-Unie             | Bij Sovjet-Unie             | Bij Sovjet-Unie             | Bij Sovjet-Unie             | Bij Sovjet-Unie             | Bij Sovjet-Unie             |                             |                             |
| 1994                        | Niet gekwalificeerd         | Niet gekwalificeerd         | Niet gekwalificeerd         | Niet gekwalificeerd         | Niet gekwalificeerd         | Niet gekwalificeerd         | Niet gekwalificeerd         |                             |                             |
| 1998                        | Niet gekwalificeerd         | Niet gekwalificeerd         | Niet gekwalificeerd         | Niet gekwalificeerd         | Niet gekwalificeerd         | Niet gekwalificeerd         | Niet gekwalificeerd         |                             |                             |
| 2002                        | Niet gekwalificeerd         | Niet gekwalificeerd         | Niet gekwalificeerd         | Niet gekwalificeerd         | Niet gekwalificeerd         | Niet gekwalificeerd         | Niet gekwalificeerd         |                             |                             |
| 2006                        | Niet gekwalificeerd         | Niet gekwalificeerd         | Niet gekwalificeerd         | Niet gekwalificeerd         | Niet gekwalificeerd         | Niet gekwalificeerd         | Niet gekwalificeerd         |                             |                             |
| 2010                        | Niet gekwalificeerd         | Niet gekwalificeerd         | Niet gekwalificeerd         | Niet gekwalificeerd         | Niet gekwalificeerd         | Niet gekwalificeerd         | Niet gekwalificeerd         |                             |                             |
| 2014                        | Niet gekwalificeerd         | Niet gekwalificeerd         | Niet gekwalificeerd         | Niet gekwalificeerd         | Niet gekwalificeerd         | Niet gekwalificeerd         | Niet gekwalificeerd         |                             |                             |
| 2018                        | Niet gekwalificeerd         | Niet gekwalificeerd         | Niet gekwalificeerd         | Niet gekwalificeerd         | Niet gekwalificeerd         | Niet gekwalificeerd         | Niet gekwalificeerd         |                             |                             |
| 2022                        | Niet gekwalificeerd         | Niet gekwalificeerd         | Niet gekwalificeerd         | Niet gekwalificeerd         | Niet gekwalificeerd         | Niet gekwalificeerd         | Niet gekwalificeerd         | Niet gekwalificeerd         |                             |

### Europees kampioenschap
| Europees kampioenschap voetbal | Europees kampioenschap voetbal | Europees kampioenschap voetbal | Europees kampioenschap voetbal | Europees kampioenschap voetbal | Europees kampioenschap voetbal | Europees kampioenschap voetbal | Europees kampioenschap voetbal | Europees kampioenschap voetbal |
| Jaar                           | Ronde                          | Wed.                           | W                              | G                              | V                              | DV                             | DT                             | Kwal                           |
| ------------------------------ | ------------------------------ | ------------------------------ | ------------------------------ | ------------------------------ | ------------------------------ | ------------------------------ | ------------------------------ | ------------------------------ |
| 1960–1992                      | Bij Sovjet-Unie                | Bij Sovjet-Unie                | Bij Sovjet-Unie                | Bij Sovjet-Unie                | Bij Sovjet-Unie                | Bij Sovjet-Unie                | Bij Sovjet-Unie                | Bij Sovjet-Unie                |
| 1996                           | Niet gekwalificeerd            | Niet gekwalificeerd            | Niet gekwalificeerd            | Niet gekwalificeerd            | Niet gekwalificeerd            | Niet gekwalificeerd            | Niet gekwalificeerd            | Niet gekwalificeerd            |
| 2000                           | Niet gekwalificeerd            | Niet gekwalificeerd            | Niet gekwalificeerd            | Niet gekwalificeerd            | Niet gekwalificeerd            | Niet gekwalificeerd            | Niet gekwalificeerd            | Niet gekwalificeerd            |
| 2004                           | Niet gekwalificeerd            | Niet gekwalificeerd            | Niet gekwalificeerd            | Niet gekwalificeerd            | Niet gekwalificeerd            | Niet gekwalificeerd            | Niet gekwalificeerd            | Niet gekwalificeerd            |
| 2008                           | Niet gekwalificeerd            | Niet gekwalificeerd            | Niet gekwalificeerd            | Niet gekwalificeerd            | Niet gekwalificeerd            | Niet gekwalificeerd            | Niet gekwalificeerd            | Niet gekwalificeerd            |
| 2012                           | Niet gekwalificeerd            | Niet gekwalificeerd            | Niet gekwalificeerd            | Niet gekwalificeerd            | Niet gekwalificeerd            | Niet gekwalificeerd            | Niet gekwalificeerd            | Niet gekwalificeerd            |
| 2016                           | Niet gekwalificeerd            | Niet gekwalificeerd            | Niet gekwalificeerd            | Niet gekwalificeerd            | Niet gekwalificeerd            | Niet gekwalificeerd            | Niet gekwalificeerd            | Niet gekwalificeerd            |
| 2020                           | Niet gekwalificeerd            | Niet gekwalificeerd            | Niet gekwalificeerd            | Niet gekwalificeerd            | Niet gekwalificeerd            | Niet gekwalificeerd            | Niet gekwalificeerd            | Niet gekwalificeerd            |
| 2024                           | Niet gekwalificeerd            | Niet gekwalificeerd            | Niet gekwalificeerd            | Niet gekwalificeerd            | Niet gekwalificeerd            | Niet gekwalificeerd            | Niet gekwalificeerd            | Niet gekwalificeerd            |

### UEFA Nations League
| 2018–19 | C | 39e               | 6                 | 0                 | 0                 | 6                 | 3                 | 16                | Stabiel           |
| 2020–21 | C | 41e               | 6                 | 2                 | 2                 | 2                 | 5                 | 7                 | Stabiel           |
| 2022–23 | C | Start 4 juni 2022 | Start 4 juni 2022 | Start 4 juni 2022 | Start 4 juni 2022 | Start 4 juni 2022 | Start 4 juni 2022 | Start 4 juni 2022 | Start 4 juni 2022 |

## Statistieken
- Bijgewerkt tot en met de oefenwedstrijd tegen  Cyprus (0-1) op 19 november 2023.

| Tegenstander                 | WG | W  | G | V  | DV | DT | DS  |
| ---------------------------- | -- | -- | - | -- | -- | -- | --- |
| Albanië                      | 6  | 3  | 1 | 2  | 7  | 7  | 0   |
| Andorra                      | 2  | 2  | 0 | 0  | 7  | 1  | 6   |
| Argentinië                   | 1  | 0  | 1 | 0  | 0  | 0  | 0   |
| Armenië                      | 4  | 2  | 0 | 2  | 7  | 6  | 1   |
| Azerbeidzjan                 | 3  | 1  | 1 | 1  | 2  | 2  | 0   |
| België                       | 2  | 0  | 2 | 0  | 2  | 2  | 0   |
| Bosnië en Herzegovina        | 6  | 1  | 1 | 4  | 5  | 10 | −5  |
| Brazilië                     | 1  | 0  | 0 | 1  | 1  | 3  | −2  |
| Bulgarije                    | 5  | 2  | 1 | 2  | 6  | 6  | 0   |
| Chili                        | 1  | 0  | 0 | 1  | 0  | 1  | −1  |
| Cyprus                       | 4  | 1  | 0 | 3  | 3  | 5  | −2  |
| Denemarken                   | 2  | 0  | 1 | 1  | 0  | 4  | −4  |
| Duitsland                    | 2  | 0  | 1 | 1  | 1  | 3  | −2  |
| Engeland                     | 4  | 0  | 0 | 4  | 0  | 10 | −10 |
| Estland                      | 25 | 13 | 4 | 8  | 47 | 22 | 25  |
| Faeröer                      | 11 | 7  | 2 | 2  | 15 | 8  | 7   |
| Finland                      | 2  | 1  | 0 | 1  | 1  | 3  | −2  |
| Frankrijk                    | 4  | 0  | 0 | 4  | 0  | 5  | −5  |
| Georgië                      | 8  | 3  | 1 | 4  | 6  | 13 | −7  |
| Griekenland                  | 4  | 1  | 1 | 2  | 2  | 4  | −2  |
| Hongarije                    | 7  | 0  | 2 | 5  | 4  | 18 | −14 |
| Indonesië                    | 2  | 1  | 1 | 0  | 6  | 2  | 4   |
| Ierland                      | 5  | 0  | 1 | 4  | 1  | 6  | −5  |
| IJsland                      | 5  | 1  | 2 | 2  | 2  | 6  | −4  |
| Iran                         | 1  | 0  | 0 | 1  | 0  | 1  | −1  |
| Israël                       | 5  | 0  | 1 | 4  | 8  | 14 | −6  |
| Italië                       | 8  | 0  | 2 | 6  | 1  | 19 | −18 |
| Jordanië                     | 1  | 0  | 0 | 1  | 0  | 3  | −3  |
| Joegoslavië                  | 3  | 0  | 0 | 3  | 1  | 8  | −7  |
| Kazachstan                   | 3  | 1  | 1 | 1  | 3  | 4  | –1  |
| Koeweit                      | 2  | 0  | 1 | 1  | 1  | 2  | −1  |
| Kosovo                       | 1  | 0  | 0 | 1  | 0  | 4  | −4  |
| Kroatië                      | 2  | 0  | 1 | 1  | 0  | 2  | −2  |
| Letland                      | 26 | 10 | 5 | 11 | 29 | 36 | −7  |
| Liechtenstein                | 6  | 4  | 1 | 1  | 8  | 3  | 5   |
| Luxemburg                    | 6  | 1  | 1 | 4  | 4  | 8  | –4  |
| Macedonië                    | 3  | 2  | 0 | 1  | 4  | 2  | 2   |
| Mali                         | 1  | 0  | 0 | 1  | 1  | 3  | −2  |
| Malta                        | 5  | 2  | 2 | 1  | 8  | 5  | 3   |
| Moldavië                     | 8  | 2  | 4 | 2  | 11 | 9  | 2   |
| Montenegro                   | 4  | 0  | 1 | 3  | 3  | 10 | −7  |
| Nieuw-Zeeland                | 1  | 1  | 0 | 0  | 1  | 0  | 1   |
| Noord-Ierland                | 4  | 0  | 1 | 3  | 3  | 8  | −5  |
| Noorwegen                    | 2  | 0  | 0 | 2  | 0  | 2  | −2  |
| Oekraïne                     | 10 | 2  | 1 | 6  | 8  | 20 | −12 |
| Oostenrijk                   | 3  | 1  | 0 | 2  | 3  | 6  | −3  |
| Polen                        | 11 | 2  | 4 | 5  | 7  | 17 | −10 |
| Portugal                     | 4  | 0  | 0 | 4  | 3  | 20 | −17 |
| Roemenië                     | 11 | 1  | 0 | 10 | 5  | 18 | −13 |
| Rusland                      | 4  | 0  | 1 | 3  | 4  | 11 | −7  |
| San Marino                   | 5  | 5  | 0 | 0  | 11 | 2  | 9   |
| Servië                       | 8  | 1  | 0 | 7  | 6  | 20 | −14 |
| Schotland                    | 10 | 1  | 3 | 6  | 4  | 14 | −10 |
| Slovenië                     | 6  | 2  | 2 | 2  | 7  | 11 | –4  |
| Slowakije                    | 6  | 0  | 3 | 3  | 5  | 11 | −6  |
| Spanje                       | 7  | 0  | 1 | 6  | 2  | 18 | −16 |
| Tsjechië                     | 7  | 1  | 0 | 6  | 5  | 20 | −15 |
| Turkije                      | 2  | 0  | 0 | 2  | 0  | 8  | –8  |
| Turkmenistan                 | 1  | 1  | 0 | 0  | 2  | 1  | 1   |
| Verenigde Arabische Emiraten | 1  | 0  | 1 | 0  | 1  | 1  | 0   |
| Wit-Rusland                  | 11 | 1  | 5 | 5  | 8  | 20 | −12 |
| Zweden                       | 1  | 0  | 0 | 1  | 2  | 4  | −2  |
| Zwitserland                  | 4  | 0  | 0 | 4  | 1  | 11 | −10 |

## Huidige selectie
Bijgewerkt tot en met 23 maart 2025, de interland tegen  Turkije in de UEFA Nations League.
| Nr.         | Naam                  | Wed. | Dlpnt. | Club               |
| ----------- | --------------------- | ---- | ------ | ------------------ |
| Doel        |                       |      |        |                    |
| 1           | Edvinas Gertmonas     | 16   | 0      | Universitatea Cluj |
| `12         | Marius Adamonis       | 1    | 0      | Südtirol           |
| 23          | Mantas Bertašius      | 1    | 0      | Banga              |
| Verdediging |                       |      |        |                    |
| 2           | Artemijus Tutyškinas  | 13   | 0      | Celje              |
| 3           | Edgaras Utkus         | 16   | 0      | Cercle Brugge      |
| 4           | Edvinas Girdvainis    | 56   | 1      | Sandhausen         |
| 5           | Kipras Kažukolovas    | 13   | 0      | Astana             |
| 13          | Justas Lasickas       | 57   | 2      | Olimpija Ljubljana |
| 17          | `Pijus Širvys         | 22   | 3      | Maribor            |
| 19          | Klaudijus Upstas      | 7    | 0      | Hegelmann          |
| 21          | Dominykas Barauskas   | 11   | 0      | Górnik Łęczna      |
| Middenveld  |                       |      |        |                    |
| 6           | Domantas Antanavičius | 3    | 0      | Hegelmann          |
| 8           | Giedrius Matulevičius | 10   | 1      | FK Žalgiris        |
| 15          | Gvidas Gineitis       | 18   | 1      | Torino             |
| 16          | Matijus Remeikis      | 4    | 0      | Botev              |
| 20          | Titas Milašius        | 8    | 0      | Pogoń Siedlce      |
| 22          | Paulius Golubickas    | 30   | 2      | Radomiak           |
| Aanval      |                       |      |        |                    |
| 7           | Artūr Dolžnikov       | 15   | 1      | Sigma              |
| 9           | Gytis Paulauskas      | 21   | 2      | Dinamo Batoemi     |
| 10          | Fedor Černych         | 97   | 15     | Kauno Žalgiris     |
| 11          | Armandas Kučys        | 13   | 4      | Celje              |
| 14          | Manfredas Ruzgis      | 1    | 0      | Vora               |
| 18          | Matas Vareika         | 2    | 0      | Pjoenik            |

### Recent opgeroepen
De volgende spelers zijn in 2024 opgeroepen voor het nationale elftal, maar zaten niet bij de meest recente selectie.
| Nr.         | Naam                  | Wed. | Dlpnt. | Club           |
| ----------- | --------------------- | ---- | ------ | -------------- |
| Doel        |                       |      |        |                |
|             | Emilijus Zubas        | 19   | 0      | Clubloos       |
|             | Vytautas Černiauskas  | 6    | 0      | Panevėžys      |
|             | Gustas Baliutavičius  | 0    | 0      | Šiauliai       |
|             | Lukas Paukštė         | 0    | 0      | Šiauliai       |
|             | Deividas Mikelionis   | 0    | 0      | Kauno Žalgiris |
| Verdediging |                       |      |        |                |
|             | Linas Klimavičius     | 43   | 0      | Panevėžys      |
|             | Markas Beneta         | 23   | 0      | Sūduva         |
|             | Rokas Lekiatas        | 13   | 0      | U Craiova      |
| Middenveld  |                       |      |        |                |
|             | Vykintas Slivka       | 70   | 3      | Sagan Tosu     |
|             | Modestas Vorobjovas   | 40   | 1      | Istanbulspor   |
|             | Ovidijus Verbickas    | 36   | 1      | FK Žalgiris    |
|             | Daniel Romanovskij    | 12   | 0      | Šiauliai       |
|             | Ernestas Gudelevičius | 0    | 0      | Fiorentina     |
| Aanval      |                       |      |        |                |
|             | Arvydas Novikovas     | 96   | 12     | Baltijos       |
|             | Tomas Kalinauskas     | 5    | 0      | Burton Albion  |
|             | Romualdas Jansonas    | 2    | 0      | Kauno Žalgiris |
|             | Valdas Paulauskas     | 1    | 0      | Kauno Žalgiris |

## FIFA-wereldranglijst[1]
| 1993 | 1994 | 1995 | 1996 | 1997 | 1998 | 1999 | 2000 | 2001 | 2002 | 2003 | 2004 | 2005 | 2006 | 2007 | 2008 | 2009 | 2010 | 2011 | 2012 | 2013 | 2014 | 2015 | 2016 | 2017 | 2018 | 2019 | 2020 | 2021 | 2022 | 2023 | 2024 |
| ---- | ---- | ---- | ---- | ---- | ---- | ---- | ---- | ---- | ---- | ---- | ---- | ---- | ---- | ---- | ---- | ---- | ---- | ---- | ---- | ---- | ---- | ---- | ---- | ---- | ---- | ---- | ---- | ---- | ---- | ---- | ---- |
| 85   | 59   | 43   | 48   | 45   | 54   | 50   | 85   | 97   | 100  | 101  | 100  | 100  | 69   | 59   | 51   | 62   | 55   | 92   | 116  | 102  | 92   | 126  | 105  | 149  | 133  | 131  | 129  | 136  | 144  | 138  | 142  |

LFF · A-internationals · Bondscoaches · Statistieken · Litouws vrouwenelftal · Olympisch elftal · Litouwen U21 · Litouwen U20 · Litouwen U19 · Litouwen U18 · Litouwen U17 · Litouwen U16
1923 – 1929 ·
1930 – 1939 ·
1940 – 1949 ·
1950 – 1989 · 
1990 – 1999 ·
2000 – 2009 ·
2010 – 2019 ·
2020 − 2029
1923 · 
1924 · 
1925 · 
1926 · 
1927 · 
1928 · 
1929 · 
1930 · 
1931 · 
1932 · 
1933 · 
1934 · 
1935 · 
1936 · 
1937 · 
1938 · 
1939 · 
1940 · 
1941–1944 · 
1945 · 
1946 · 
1947 · 
1948 · 
1949 · 
1950–1955 · 
1956 · 
1957–1978 · 
1979 · 
1980–1989 · 
1990 · 
1991 · 
1992 · 
1993 · 
1994 · 
1995 · 
1996 · 
1997 · 
1998 · 
1999 · 
2000 · 
2001 · 
2002 · 
2003 · 
2004 · 
2005 · 
2006 · 
2007 · 
2008 · 
2009 · 
2010 · 
2011 · 
2012 · 
2013 · 
2014 · 
2015 · 
2016 · 
2017 ·
2018 ·
2019 ·
2020 ·
2021
Albanië ·
Andorra ·
Argentinië ·
Armenië ·
Azerbeidzjan ·
België ·
Bosnië en Herzegovina ·
Brazilië ·
Bulgarije ·
Chili ·
Cyprus ·
Denemarken ·
Duitsland ·
Egypte ·
Engeland ·
Estland ·
Faeröer ·
Finland ·
Frankrijk ·
Georgië ·
Gibraltar ·
Griekenland ·
Hongarije ·
Ierland ·
IJsland ·
Indonesië ·
Iran ·
Israël ·
Italië ·
Joegoslavië ·
Jordanië ·
Kazachstan ·
Koeweit ·
Kosovo ·
Kroatië ·
Letland ·
Liechtenstein ·
Luxemburg ·
Mali ·
Malta ·
Moldavië ·
Montenegro ·
Nieuw-Zeeland ·
Noord-Ierland ·
Noord-Macedonië ·
Noorwegen ·
Oekraïne ·
Oostenrijk ·
Polen ·
Portugal ·
Roemenië ·
Rusland ·
San Marino ·
Saoedi-Arabië ·
Schotland ·
Servië ·
Servië en Montenegro ·
Slovenië ·
Slowakije ·
Spanje ·
Tsjechië ·
Turkije ·
Turkmenistan ·
Verenigde Arabische Emiraten ·
Wit-Rusland ·
Zweden ·
Zwitserland
 Albanië ·  Andorra ·  Armenië ·  Azerbeidzjan ·  België ·  Bosnië en Herzegovina ·  Bulgarije ·  Cyprus ·  Denemarken ·  Duitsland ·  Engeland ·  Estland ·  Faeröer ·  Finland ·  Frankrijk ·  Georgië ·  Gibraltar ·  Griekenland ·  Hongarije ·  Ierland ·  IJsland ·  Israël ·  Italië ·  Kazachstan ·  Kosovo ·  Kroatië ·  Letland ·  Liechtenstein ·  Litouwen ·  Luxemburg ·  Malta ·  Moldavië ·  Montenegro ·  Nederland ·  Noord-Ierland ·  Noord-Macedonië ·  Noorwegen ·  Oekraïne ·  Oostenrijk ·  Polen ·  Portugal ·  Roemenië ·  Rusland ·  San Marino ·  Schotland ·  Servië ·  Slovenië ·  Slowakije ·  Spanje ·  Tsjechië ·  Turkije ·  Wales ·  Wit-Rusland ·  Zweden ·  Zwitserland
 Bohemen ·  Bohemen en Moravië ·  Duitse Democratische Republiek ·  Ierland ·  Joegoslavië ·  Servië en Montenegro ·  Tsjecho-Slowakije ·  GOS ·  Saarland ·  Sovjet-Unie